# Филарет (Мичевич)
Епископ Филарет (в миру Еленко Мичевич, серб. Јеленко Мићевић; 8 августа 1947, Борци) — епископ Сербской православной церкви на покое, епископ Милешевский.

## Биография
Родился 8 августа 1947 года в селе Борци под Коньицом (ныне — Босния и Герцеговина) в семье Луки и Десанки.
Окончил восьмилетнюю школу в Коньице, затем поступил в Духовную семинарию святого Саввы в Белграде.
К концу курса, 1 мая 1969 года Патриархом Сербским Германом пострижен в монашество в семинарской часовне с именем Филарет. В том же году окончил семинарию.
11 сентября 1969 года, в день Усекновение главы Иоанна Предтечи, Патриархом Сербским Германом рукоположён в сан иеродиакона. а 4 декабря того же года во Введенском монастыре на Топчидерском холме в Белграде рукоположён в сан иеромонаха.
Был духовником Семинарии святого Саввы в Белграде и монастыря в Сланцах, для восстановления которого он много потрудился.
11 сентября 1981 года постановлением патриарха Германа он был назначен настоятелем храма святого архангела Гавриила в Земуне («Русская церковь»). Его храм был указом Архиерейского Синода преобразован в монастырь.
В 1984 году возведён в сан синкелла, а в 1990 году митрополитом Загребским и Люблянским Иоанном (Павловичем), администратором Белградско-Карловацой архиепископии — в сан протосинкелла.
Он организовал многочисленные паломничества на Афон с посещением монастыря Хиландар, затем на острова Корфу, Видо и Эгина, с поклонением святому Нектарию Эгинскому и многим другим святыням Элладской православной Церкви. Он также устраивал душеполезные и памятные паломничества по сербским святыням Югославии, включая Косово и Метохию.
После распада Югославии и начала военных действий в Хорватии и Боснии и Герцеговины, синкелл Филарет организовал, по благословлению Патриарха Сербского Павла и Архиерейского Синода Сербской Православной Церкви, гуманитарную помощь беженцам как в своём монастыре так и на территории подверженной военным действиям.
Рекомендуя Архиерейскому Синоду произвести его в сан архимандрита 9 декабря 1997 года, Патриарх Павел писал:

«Сколько он труда положил из любви ко всем нуждающимся в Краине, в Боснии и Герцеговине, сербам, мусульманам и хорватам, предоставляя им убежище, лекарства, одежду и обувь, иногда рискуя при этом жизнью, — то знает сам Бог, и доброжелательные люди, — хотя бы одно из этих дел. И теперь он много раз бывает в Коньице чтобы причастить там наших собратьев, поддержать их в вере, да одолеют они искушения».
Принимая патриаршую рекомендацию, Архиерейский Синод наградил саном архимандрита; хиротесию совершил сам патриарх в конце декабря 1998 года.
4 мая 1999 года Архиерейский Синод избрал архимандрита Филарета епископом Милешевским. 23 мая 1999 года в Белградском соборном храме святого архангела Михаила состоялась его епископская хиротония, которую совершил Патриарх Павел, митрополит Черногорско-Приморский Амфилохий (Радович), митрополит Дабро-Босанский Николай (Мрджя), епископ Сремский Василий (Вадич), епископ Австралийско-Новозеландский Никанор (Богунович), епископ Восточно-Американский Митрофан (Кодич), епископ Банатский Хризостом (Столич), епископ Бачский Ириней (Булович), епископ Бихачско-Петровацкий Хризостом (Евич), епископ Осечко-Польский и Бараньский Лукиан (Владулов), епископ Враньский Пахомий (Гачич), епископ Западно-Американский Иоанн (Младенович).
Сразу же после «бульдозерной революции» в Сербии 5 октября 2000 года международное сообщество и Международный трибунал по бывшей Югославии обвинили некоторых сербских священников в помощи и укрывательстве военных преступников. В СМИ активно циркулировали слухи, будто владыка Филарет укрывает у себя соратников Слободана Милошевича, а сама Милешевская епархия является убежищем Ратко Младича.
После убийства сербского премьер-министра Зорана Джинджича в доме епископа Филарета полиция произвела обыск.
Числится в числе 44 лиц — родственников Радована Караджича, Ратко Младича, Горана Хаджича и Стояна Жуплянина и «пособников военных преступников», которым был запрещён въезд Европейский Союз.
8 июля 2007 года был задержан на границе с Черногорией, на пограничном пункте Ранче, и не смог посетить приходов своей епархии в этой стране. Он сообщил что никак не связан и не поддерживает никаких контактов с преследуемыми Ратко Младичем и Радованом Караджичем, но также отметил, что хотя и не знает, где они, однако, «непременно помог бы им, если бы так сложились обстоятельства». Епископ Филарет сказал журналистам, что и Младич и Караджич «живут в самом его сердце».
10 марта 2015 года Архиерейский Синод отстранил его от управления епархией. 23 мая 2015 года решение подтвердил Архиереский собор.